# Fingertier

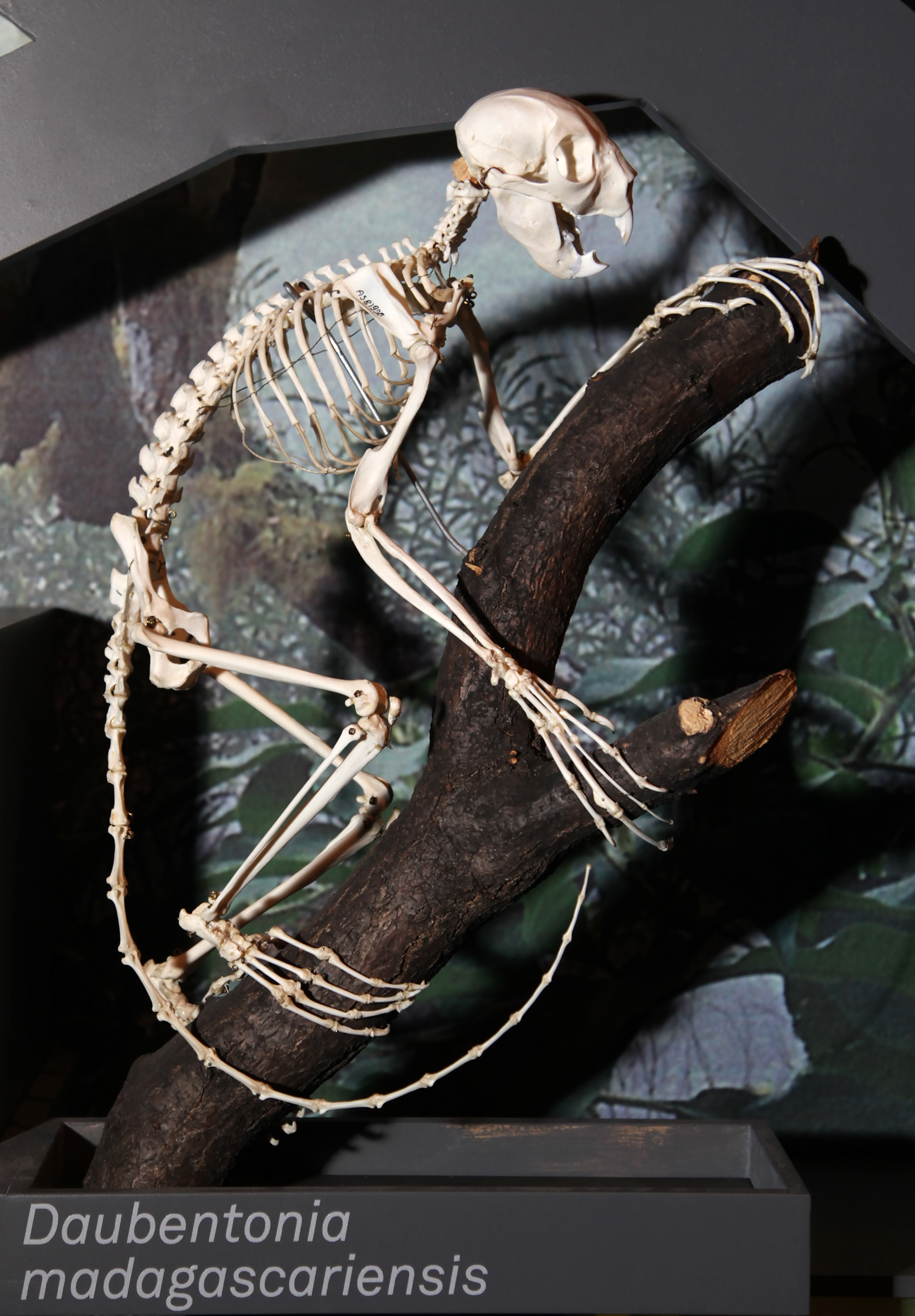
Skelett des Fingertieres: Die modifizierten Schneidezähne und die verlängerten Finger sind gut zu erkennen.

Das Fingertier oder Aye-Aye (Daubentonia madagascariensis) ist eine Primatenart aus der Gruppe der Lemuren. Es ist ein auf Madagaskar lebender, nachtaktiver Allesfresser, der durch das unter Primaten einzigartige Gebiss und die namensgebenden modifizierten Finger charakterisiert ist. Es ist der einzige lebende Vertreter der Familie der Daubentoniidae, eine zweite rezente Art, das Riesenfingertier (Daubentonia robusta), ist ausgestorben.

## Merkmale
Fingertiere sind große, relativ schlank gebaute Tiere. Es sind die größten nachtaktiven Primaten. Sie erreichen eine Kopfrumpflänge von 36 bis 44 Zentimetern, der Schwanz wird zusätzlich 50 bis 60 Zentimeter lang. Das Gewicht beträgt rund 2 bis 3 Kilogramm. Ein Geschlechtsdimorphismus ist nur schwach ausgeprägt, mit durchschnittlich 2,7 Kilogramm sind die Männchen etwas schwerer als die Weibchen, die durchschnittlich 2,5 Kilogramm erreichen. Das Fell dieser Tiere ist rau, struppig und lang, es ist meist dunkelbraun bis schwarz gefärbt. Vor allem am Rücken enden die Deckhaare oft in weißen Spitzen; das Gesicht und der Bauch sind hellgrau, die Hände und die Füße schwarz gefärbt.
Der Schwanz ist länger als der Rumpf und ausgesprochen buschig, die Haare dort können bis zu 10 Zentimeter lang werden. Die Gliedmaßen sind dünn, die Hände und Füße relativ groß. Mit Ausnahme der großen Zehe, die einen Nagel trägt, enden alle Finger und Zehen in Krallen – ein unter Primaten sehr seltenes Merkmal, das sich nur noch bei den (nicht näher verwandten) Krallenaffen findet. Der Daumen ist zwar flexibel, aber nicht opponierbar, hingegen kann die Großzehe wie bei allen Primaten mit Ausnahme des Menschen den anderen Zehen gegenübergestellt werden. Der dritte und der vierte Finger sind deutlich verlängert, der dritte Finger ist außerdem auffallend dünn. Wie der Große Panda besitzt das Fingertier einen aus Knochen und Knorpel bestehenden beweglichen Fortsatz an der Handwurzel der Vorderpfoten, der als „Pseudo-Daumen“ dient und möglicherweise den Griff der überspezialisierten Hand beim Klettern verstärkt. Einzigartig unter den Primaten ist, dass das Zitzenpaar des Weibchens in der Leistenregion (inguinal) liegt.
Der Kopf ist rundlich und relativ wuchtig. Die großen Augen sind sandfarben; sie sind nach vorne gerichtet und von einem dunklen Augenring umgeben. Wie bei allen Feuchtnasenaffen befindet sich im Auge ein Tapetum lucidum, eine reflektierende Schicht. Fingertiere zählen zu den wenigen Primaten, die eine Nickhaut („drittes Augenlid“) besitzen – diese dient vermutlich dem Schutz des Auges, wenn die Tiere durch Holz nagen. Die Ohren sind unbehaart, groß und rundlich. Fingertiere haben das größte Gehirn aller Feuchtnasenaffen relativ zur Körpergröße.
Die Bezahnung ist einzigartig unter Primaten und weist Konvergenzen zum Gebiss der Nagetiere auf. Die Schneidezähne sind groß und gebogen, nur die Vorderseite ist mit Zahnschmelz bedeckt, wodurch sie meißelartig werden. Die Schneidezähne haben offene Zahnwurzeln und wachsen zeitlebens. Die Eckzähne fehlen, zwischen den Schneide- und den Backenzähnen klafft eine große, als Diastema bezeichnete Lücke. Nur im Oberkiefer ist ein Prämolar vorhanden, im Unterkiefer fehlen auch diese Zähne. Pro Kieferhälfte haben sie drei Molaren, diese sind abgeflacht und haben unauffällige Höcker. Es ergibt sich folgende Zahnformel: I1/1-C0/0-P1/0-M3/3. Mit 18 Zähnen haben sie die wenigsten aller Primaten, darüber hinaus sind sie die einzigen Feuchtnasenaffen ohne Zahnkamm (die nach vorne gerichteten Schneide- und Eckzähne des Unterkiefers). Im Milchgebiss sind noch zwei Schneidezähne und Prämolaren und ein oberer Eckzahn vorhanden.

## Verbreitung und Lebensraum

Fingertiere kommen nur auf der Insel Madagaskar vor.

Ihr Lebensraum sind Wälder, sie kommen mit verschiedenen Waldtypen zurecht. Neben Regen- und Laubwäldern sind sie auch in Sumpf- und Mangrovenwäldern und manchmal sogar in Plantagen heimisch.
Fingertiere sind auf der Insel Madagaskar endemisch und besitzen auf dieser Insel eines der größten Verbreitungsgebiete aller Primaten. Sie bewohnen zum einen die tropischen Regenwälder entlang der Ostküste, aber leben entgegen früheren Vermutungen auch in den trockeneren Laubwäldern im Nordwesten und Westen. Im Siedlungsgebiet des subfossilen Riesenfingertiers (Daubentonia robusta) dem trockenen Südwestteil und im unbewaldeten zentralen Hochland fehlen sie dagegen. Im Rahmen von Maßnahmen zur Erhaltung der Art wurden sie in Gebieten angesiedelt, in denen sie ursprünglich nicht heimisch waren, etwa auf der Insel Nosy Mangabe.

## Lebensweise

### Aktivitätszeiten und Fortbewegung

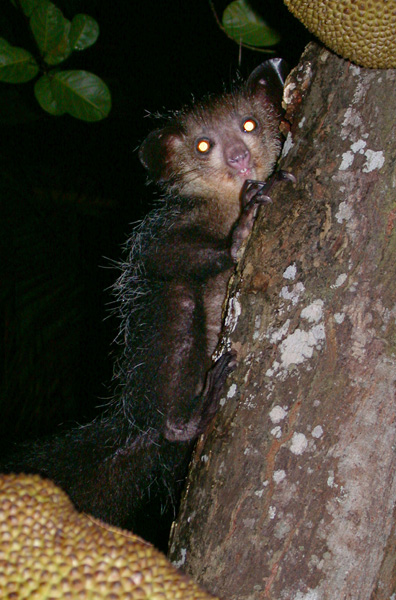
Fingertiere sind nachtaktive Baumbewohner

Fingertiere sind nachtaktive Baumbewohner, tagsüber schlafen sie in selbstgemachten Nestern im dichten Blätterwerk. Sie befinden sich meist in 10 bis 15 Metern Höhe und haben einen Durchmesser von rund 50 Zentimetern. Es sind eiförmige Gebilde aus Blättern und Zweigen, die oben verschlossen sind und einen seitlichen Eingang aufweisen. Die Anfertigung eines Nestes nimmt rund 24 Stunden in Anspruch. Jedes Fingertier hat mehrere Nester in seinem Revier. Es gibt die Beobachtung eines Tieres, das in vier Wochen sieben verschiedene Nester benutzte. Aufgrund der überlappenden Reviere können die Nester nahe beieinander sein, manchmal befinden sich sogar mehrere im gleichen Baum. Verschiedene Individuen können dasselbe Nest zu verschiedenen Zeiten benutzen, bei einer Beobachtung nutzten vier Fingertiere dasselbe Nest. Es kommt auch vor, dass verlassene Nester von anderen Individuen bezogen und wieder instand gesetzt werden.
Schon 30 Minuten vor Sonnenuntergang können die ersten Fingertiere ihre Nester verlassen – Männchen etwas früher als Weibchen –, und sie kehren erst bei Sonnenaufgang zu ihren Schlafplätzen zurück. Über 80 % ihrer Zeit verbringen sie mit der Fortbewegung und der Nahrungssuche, andere Aktivitäten sind die Körperpflege und Ruhephasen. Mehrmals in der Nacht durchsuchen sie bis zu 30 Minuten ihr Fell mit den verlängerten Fingern nach Parasiten. In den Ruhephasen setzen sich die Tiere, bleiben aber aufmerksam und schlafen nicht ein. Diese Ruhephasen können bis zu zwei Stunden dauern.
Fingertiere verwenden mehrere Fortbewegungsmethoden, darunter das vierbeinige Gehen und das Springen. Dank ihrer Krallen und ihrer kräftigen Großzehe können sie auch an Bäumen kopfunter hinabklettern. Manchmal hängen sie auch kopfunter an einem Ast und halten sich nur mit den Hinterbeinen fest. Um die langen, dünnen Finger nicht zu schädigen, werden sie bei der Fortbewegung oft eingerollt. Sie kommen häufig auf den Boden und können dort auch größere Distanzen zurücklegen. Dabei treten sie mit den Handballen auf, die Finger berühren den Boden nicht.

### Sozial- und Territorialverhalten
Fingertiere leben außerhalb der Paarungszeit weitgehend einzelgängerisch, dennoch kommt es immer wieder zu Interaktionen. So kann man manchmal bis zu vier Tiere bei der gemeinsamen Nahrungssuche oder bei der Fortbewegung sehen. Diese Interaktionen geschehen zwischen mehreren Männchen oder zwischen Männchen und Weibchen, aber nie zwischen zwei oder mehr Weibchen. Generell interagieren Männchen häufiger mit anderen Männchen als mit Weibchen, manchmal kommt es bei der Begegnung zweier Männchen aber auch zu Auseinandersetzungen. Die Motive und Hintergründe dieses Verhaltens sind noch nicht bekannt.
Männchen haben sehr große Reviere von 125 bis 215 Hektar, die sich erheblich mit denen anderer Männchen und Weibchen überlappen. Die Reviere der Weibchen sind mit 30 bis 40 Hektar deutlich kleiner und überlappen sich nicht, Weibchen begegnen anderen Weibchen gegenüber immer aggressiv. Die Reviere werden mit Urin und Drüsensekreten oder möglicherweise auch mit Bissen in der Baumrinde markiert. Die Länge der Tagesstreifzüge beträgt 1,2 bis 2,3 Kilometer und ist bei Männchen größer als bei Weibchen.
Fingertiere kommunizieren miteinander mit einer Reihe von Lauten. Zur Kontaktaufnahme mit anderen Tieren wird ein „iiip“-Laut ausgestoßen, Jungtiere rufen nach ihrer Mutter mit einem „kriii“-Laut, der meist Unbehagen ausdrückt. Tiere, die nahe beieinander sind, stoßen ein „gggnoff“ aus, was häufig die gemeinsame Nahrungssuche oder Fellpflege zur Folge hat. Ein „aaack“ ertönt bei feindseligen Begegnungen, ein „ron-tsit“ dient der Warnung. Bei der Flucht stoßen sie ein zweisilbiges „hai-hai“ aus, von dem sich vermutlich die Bezeichnung Aye-Aye ableitet.

### Ernährung

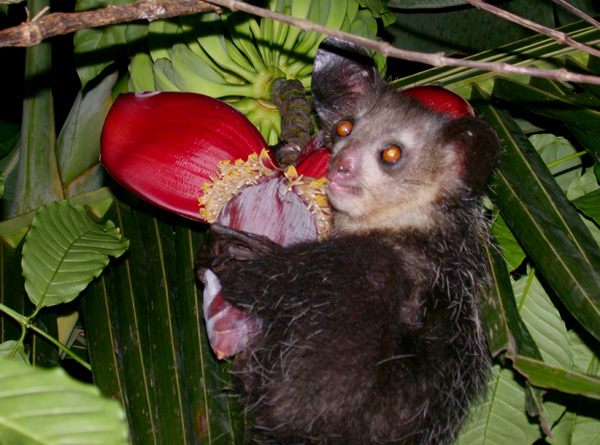
Fingertier an einer Blüte

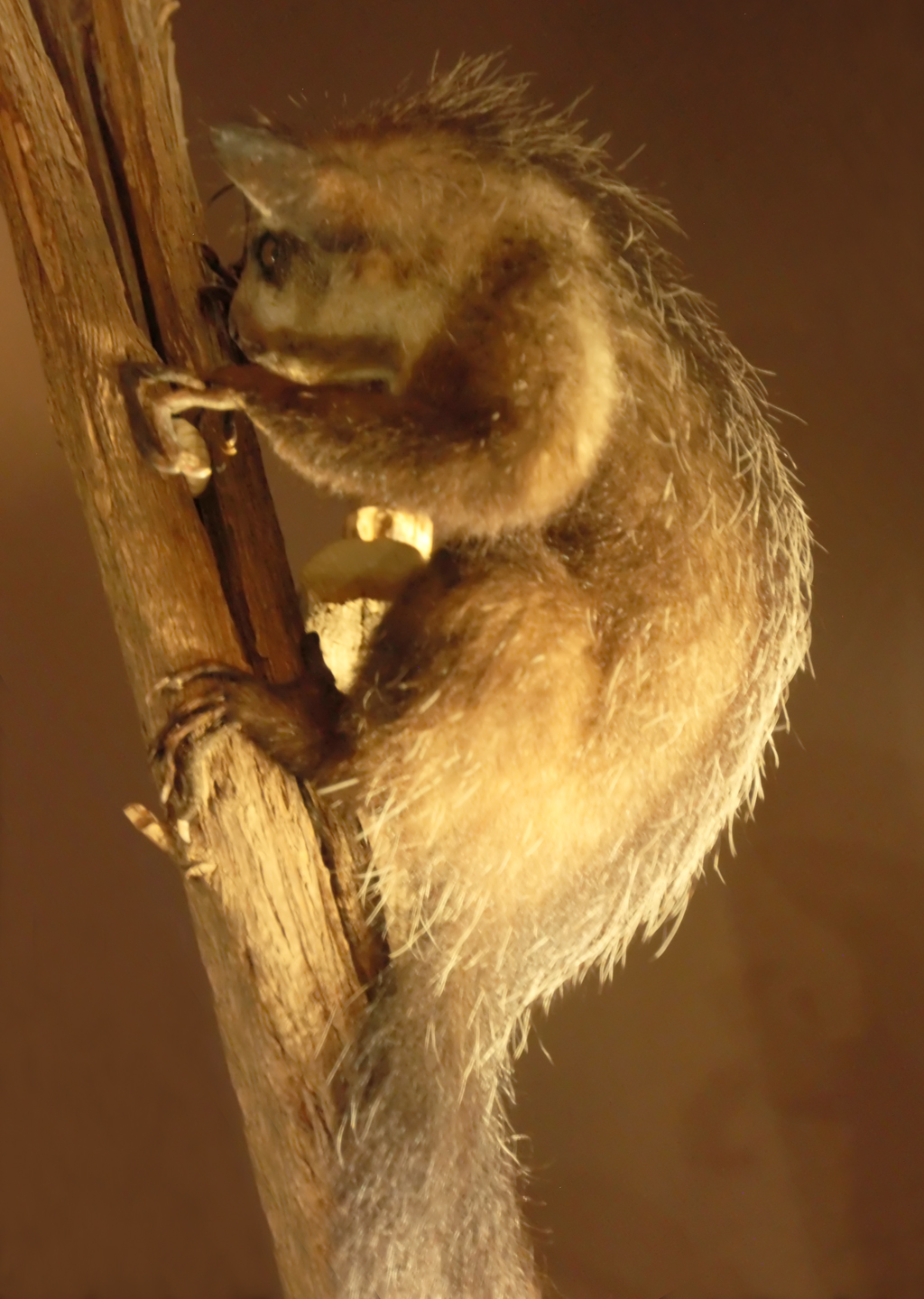
Fingertier beim Angeln einer Made

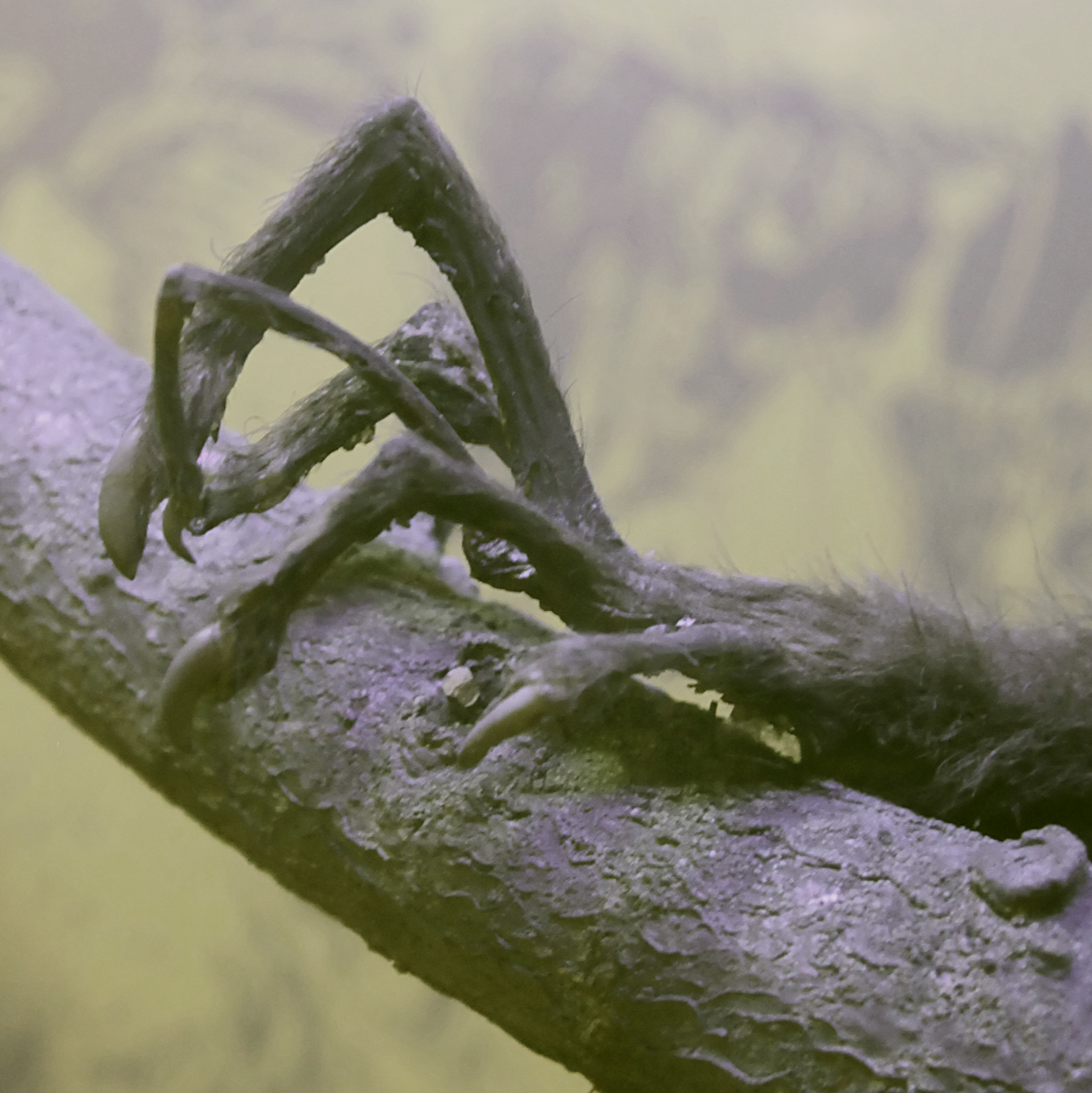
Linke Hand eines Fingertiers mit dem typisch verlängerten und verjüngten Mittelfinger

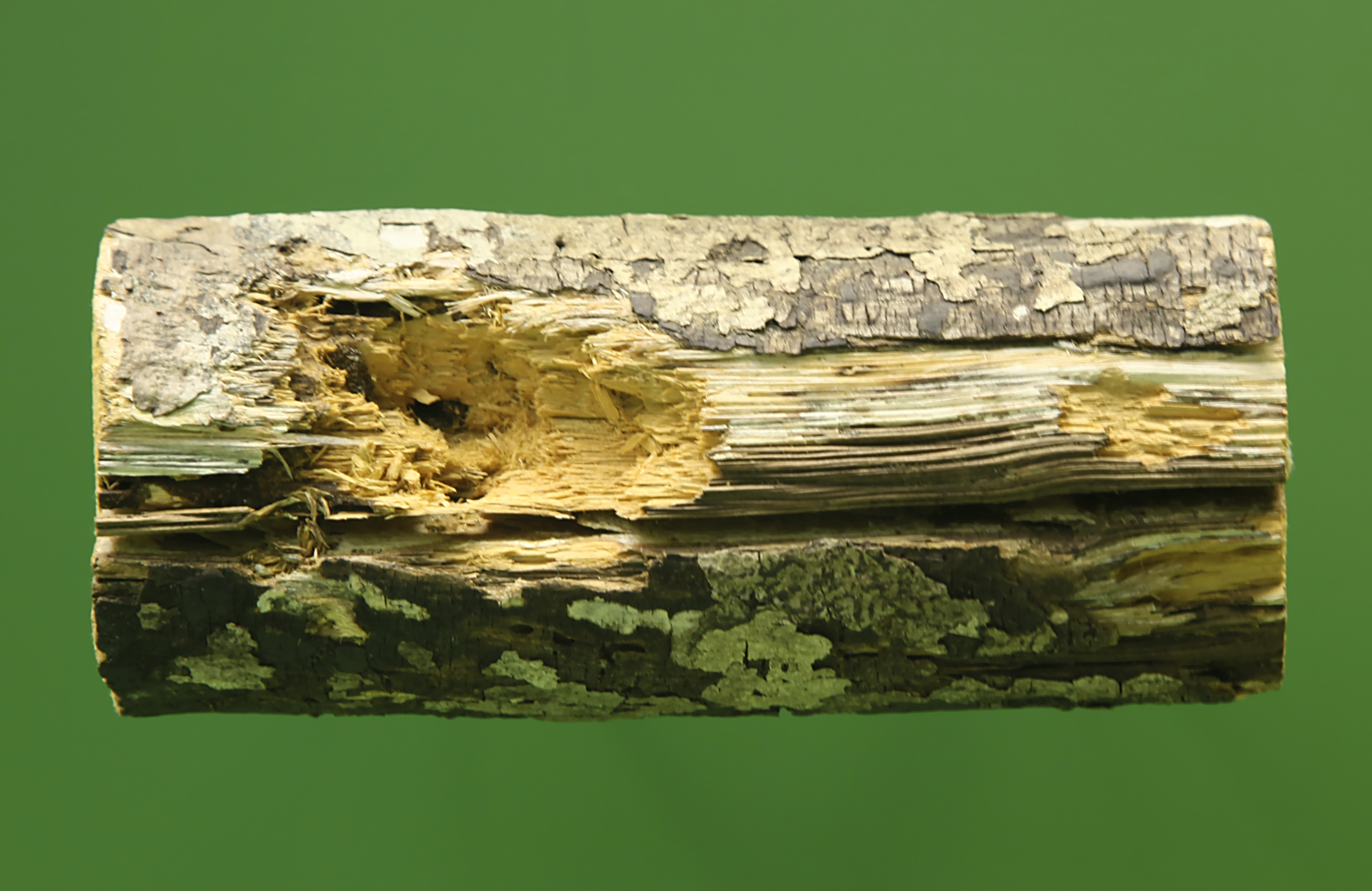
Spuren der Nahrungssuche eines Fingertiers an einem Ast.

Fingertiere sind Allesfresser, die Hauptbestandteile ihrer Nahrung machen Insekten und deren Larven, Früchte, Nüsse, Nektar und Pilze aus. Bei den Insektenlarven haben sie sich auf Bockkäfer spezialisiert und eine eigene Jagdtechnik entwickelt. Mit dem verlängerten dritten Finger wird das Holz rhythmisch abgeklopft; dank ihres ausgezeichneten Gehörs können sie so ihre Beutetiere anhand der Hohlräume orten. Mit den Schneidezähnen nagen sie Löcher in die Rinde, dann führen sie den dünnen Finger hinein, um so nach Larven zu angeln. Diese Form der Nahrungssuche ist ähnlich der der in Madagaskar fehlenden Spechte.
Bedeutende pflanzliche Bestandteile der Nahrung sind der Nektar des Baums der Reisenden (Ravenala madagascariensis), die Früchte des Ramybaumes (Canarium madagascariensis) und Auswüchse an der Rinde des Merbau-Baumes Intsia bijuga. Wo sie kultiviert werden, zählen auch Kokosnüsse zu den bevorzugten Nahrungsquellen. Fingertiere bevorzugen unreife Früchte, sie beklopfen sie mit ihrem dritten Finger, wohl um festzustellen, wie viel Milch und Fruchtfleisch diese enthalten. Dann nagen sie die Schale auf, es dauert rund zwei Minuten, um ein Loch mit 3 bis 4 Zentimetern Durchmesser zu schaffen. Mit schnellen Bewegungen des dritten Fingers fördern sie zunächst die Kokosmilch und dann das Fruchtfleisch in den Mund. Auf ähnliche Weise – zuerst Aufnagen mit den scharfen Schneidezähnen, dann schnelles Herausangeln mit den langen Fingern – fressen sie auch Mangos, Avocados und sogar Vogeleier. Auch beim Trinken setzen sie den langen dritten Finger ein: mit schnellen Hin- und Her-Bewegungen (über dreimal pro Sekunde) befördern sie die Flüssigkeit in ihren Mund.
Generell lassen sich bei der Ernährung der Fingertiere große Unterschiede beobachten; je nach Jahreszeit und Lebensraum kann die Zusammensetzung der Nahrung stark variieren.

### Fortpflanzung und Entwicklung
Im Gegensatz zu vielen anderen Lemuren haben Fingertiere keine feste Paarungssaison. Der Östrus des Weibchens setzt nur einmal im Jahr für drei bis neun Tage ein, dann beginnt es, schnell sein Revier zu durchqueren und die Männchen mit speziellen Rufen anzulocken. Bis zu sechs Männchen versammeln sich daraufhin und kämpfen miteinander um das Paarungsvorrecht. Die Kopulation dauert rund eine Stunde, im Anschluss begibt sich das Weibchen zu einer anderen Stelle und beginnt erneut ihr Werbungsrufen. Das Paarungsverhalten der Fingertiere ist also polyandrisch, das heißt, ein Weibchen pflanzt sich mit mehreren Männchen fort.
Nach rund 160- bis 170-tägiger Tragzeit bringt das Weibchen ein einzelnes Jungtier zur Welt. Neugeborene wiegen 90 bis 140 Gramm; sie ähneln den ausgewachsenen Tieren, ihr Fell ist allerdings im Gesicht, an den Schultern und am Bauch deutlich heller. Auch sind die Augen zunächst grün, und die Ohren hängen nach unten. In den ersten zwei Lebensmonaten bleiben sie immer in der Nähe ihrer Mutter, diese „parkt“ sie allerdings manchmal während der Nahrungssuche im Nest. Tiere in menschlicher Obhut tragen die Jungen häufig im Maul.
Mit drei Monaten nehmen die Jungtiere erstmals feste Nahrung zu sich, und im gleichen Alter fangen sie auch mit spielerischen Bewegungen an. Mit rund sechs bis sieben Monaten werden sie endgültig entwöhnt. Mit rund eineinhalb bis zwei Jahren dürften sie ihre Mutter verlassen. Die Geschlechtsreife tritt mit 2,5 bis 3,5 Jahren ein. Die Fortpflanzungsrate der Fingertiere ist niedrig; nur alle zwei bis drei Jahre bringt das Weibchen ein Jungtier zur Welt.

### Bedrohungen und Lebenserwartung
Über die natürlichen Feinde der Fingertiere weiß man kaum etwas, der einzige bekannte Fressfeind ist die Fossa. Wie alt die Tiere in freier Wildbahn werden, ist nicht erforscht, in menschlicher Obhut können sie ein Alter von 24 Jahren erreichen.

## Fingertiere und Menschen

### Fingertiere in der Kultur
Die Bewohner Madagaskars haben je nach Region und Kultur unterschiedliche Auffassungen vom Fingertier. Teils wird es als gutes Omen, teils als böser Geist angesehen und bei einer Begegnung nach Möglichkeit getötet. Häufig werden ihnen magische Fähigkeiten zugeschrieben. Speziell um die „guten Fingertiere“ ranken sich einige Legenden. So gibt es die Geschichte, dass die Fingertiere jedem Menschen, der im Wald schläft, ein Kissen aus Gras herstellen. Sollte jemand dieses unter seinem Kopf finden, wird ihm bald großer Reichtum zukommen, wer das Kissen allerdings unter seinen Füßen findet, der wird bald den magischen Kräften eines Zauberers zum Opfer fallen. Einige Madagassen glauben, dass jeder, der ein Fingertier tötet, innerhalb eines Jahres sterben wird. Darum lassen sie Tiere, die unbeabsichtigt in Fallen gerieten, schnell frei.

### Bedrohung und Schutz
Das Verbreitungsgebiet der Fingertiere ist größer und die Bedrohung geringer, als bis vor kurzem angenommen. Dessen ungeachtet sind die Tiere einigen Bedrohungen ausgesetzt. Da sie häufig in Plantagen eindringen und die Feldfrüchte fressen, gelten sie als Plage und werden verfolgt. Wild wachsende Bäume, die ihnen Nahrung liefern, werden gefällt, um das Holz zu verarbeiten. In einigen Regionen Madagaskars werden sie auch wegen ihres Fleisches bejagt. Die IUCN listet diese Art aufgrund des Rückgangs der Populationen um 50 % in den letzten 24 Jahren (drei Generationen) als „stark gefährdet“ (endangered) ein.
Fingertiere kommen in zahlreichen Naturparks und Naturschutzgebieten auf Madagaskar vor. Daneben gibt es auch Zuchtprogramme zur Erhaltung der Art in mehreren Zoos und Institutionen. Die Zucht der Tiere gilt trotz vereinzelter Erfolge als sehr schwer. Noch vor einigen Jahren wurde die Art für nicht züchtbar gehalten. Federführend bei der Zucht sind das Duke Lemur Center in Durham (North Carolina) und der Jersey Zoo auf der Kanalinsel Jersey. Auch das Fonds Grandidier mit angeschlossenem Botanischen und Zoologischen Park Tsimbazaza hat sich der Tiere angenommen. In Deutschland gibt es Haltungen im Zoo Frankfurt und im Tierpark Berlin.

## Systematik
Wissenschaftliche Bezeichnungen des Fingertiers:
- Sciurus madagascariensis (Johann Friedrich Gmelin 1788)
- Lemur psilodactylu (George Shaw 1800)
- Cheiromys madascariensis var. laniger (Guillaume Grandidier 1929)

Das Fingertier wird innerhalb der Primaten zur Unterordnung der Feuchtnasenaffen (Strepsirrhini), und in einer eigenen Teilordnung Chiromyiformes eingeordnet.  Innerhalb dieser Gruppe nimmt es jedoch eine Sonderstellung ein und bildet das Schwestertaxon der Lemuren. Es ist der einzige lebende Vertreter der Familie der Fingertiere (Daubentoniidae) und der Gattung Daubentonia.
Subfossil ist eine weitere Art überliefert, nämlich das Riesenfingertier (Daubentonia robusta). Überreste dieser Tiere wurden im Südwesten Madagaskars gefunden. Sie waren um ein Drittel größer als das heutige Fingertier und sind vor ungefähr tausend Jahren ausgestorben.
Das Fingertier wurde bei seiner Erstbeschreibung 1788 aufgrund seiner Schneidezähne zunächst als Nagetier klassifiziert. Der ursprüngliche Name Sciurus madagascariensis sah das Tier als Vertreter der Hörnchen (Sciuridae). 1795 wurde eine eigene Gattung, Daubentonia, für das Tier kreiert, benannt nach Louis Jean-Marie Daubenton; seine systematische Stellung war aber lange Zeit rätselhaft. Erst in der Mitte des 19. Jahrhunderts stellte der englische Zoologe Richard Owen Ähnlichkeiten zwischen dem Milchgebiss der Fingertiere und anderer Primaten fest und untermauerte so die Zugehörigkeit zu dieser Ordnung.